# Sursis de peine
Pour les articles homonymes, voir Sursis (homonymie).
Le sursis de peine est, en droit pénal, une mesure probatoire qui sert d'alternative à l'exécution de condamnations. Une peine assortie d'un sursis entraîne la suspension de l'exécution de la peine. Ainsi, la peine ne sera effectuée que si le condamné manque à ses obligations, par exemple en récidivant, dans un certain délai. Le sursis est donc une peine dissuasive pour prévenir la récidive.
Le mot sursis peut aussi être utilisé dans d'autres domaines de droit, par exemple un sursis à statuer en procédure civile.

## Par pays

### Canada
Le sursis de peine avec probation (ou sursis de sentence) consiste à mettre un délinquant sous probation lorsqu'il en est à sa première infraction pas trop sérieuse et de mettre la peine en suspens, laquelle sera réactivée si le délinquant commet d'autres infractions par la suite.

### France
Introduit dans le droit pénal par la loi du 26 mars 1891 dite Loi Béranger, le sursis en France prend à présent trois formes :
- le sursis simple, dont la seule obligation est de ne pas récidiver pendant une période courant à partir de la condamnation définitive ;
- le sursis avec mise à l'épreuve, qui ne concerne que les personnes physiques et comporte des mesures de contrôle et d'aide voire d'autres obligations ;
- le sursis assorti de l'obligation d'accomplir un travail d'intérêt général.

### Suisse
En Suisse, le « sursis » et le « sursis partiel » à l’exécution de la peine sont prévus par les articles 42 et 43 du Code pénal. Il permet au juge de suspendre la peine « lorsqu'une peine ferme ne paraît pas nécessaire pour détourner l'auteur d'autres crimes ou délits ».
En règle générale, la première infraction est soumise au sursis, avec un délai d’épreuve de deux à cinq ans. Si le condamné a subi la mise à l’épreuve avec succès (c'est-à-dire sans commettre de crime ou de délit), il n'exécute pas la peine prononcée avec sursis.